# 法然
法然（日语：／ Hōnen，1133年5月13日—1212年2月29日），日本平安時代末期、鎌倉時代初期僧侶，美作国豪族漆間時国与秦氏之子，日本淨土宗之開祖。淨土真宗開創者親鸞之師。出生於美作國（岡山縣）。法諱「源空」。通稱「黑谷上人」、「吉水上人」。諡號「圓光大師」等。